# Albina Korsch
Albina Korsch (ukrainisch Альбіна Корж, englische Transkription Albina Korzh; * 2000 in Kiew) ist eine ukrainische Schauspielerin. 

## Werdegang
Korsch absolvierte von 2017 bis 2023 ein Schauspielstudium an der Staatlichen  Universität für Theater, Film und Fernsehen I.K. Karpenko-Kary in Kiew. Bekanntheit erlangte sie durch die Titelrolle im 2024 veröffentlichten Kinofilm Oxana – Mein Leben für Freiheit. 

## Filmografie
- 2022: Maksym Osa: Das Gold des Werwolfs
- 2024: Oxana – Mein Leben für Freiheit